# Redshift IX - Last
Redshift IX - Last is een live muziekalbum van de Britse band Redshift. Ook nu weer retro-elektronische muziek, gebruik van sequencers en analoge elektronische muziekinstrumenten, opgenomen tijdens een concert in het kader van Hampshire Jam 5 Festival in Engeland, een eldorado voor liefhebbers van elektronische muziek. De muziek bestaat uit lange, deels geïmproviseerde muziek, die soms elektronisch van een basso continuo of drone wordt voorzien.

## Musici
- Mark Shreeve – synthesizers, sequencers, sampler, effecten;
- Julian Shreeve – synthesizers, sequencer, elektrische gitaar en sampler;
- Ian Boddy – elektrische piano, synthesizers, software en sampler

## Composities
1. tormentor
2. nightshift
3. last
4. long way out
5. damage
6. torn

(De groep prefereert kleine letters)